# Smoke and Strong Whiskey
Smoke and Strong Whiskey è un album di Christy Moore, pubblicato dalla SBS Music Records nel 1991. Il disco fu registrato al Westland Studios di Dublino (Irlanda).

## Tracce
1. Welcome to the Cabaret – 4:13 (Christy Moore)
2. Fairytale of New York – 3:56 (Shane MacGowan, Jem Finer)
3. Scapegoats – 2:50 (Christy Moore)
4. Aisling – 3:19 (Christy Moore, Shane MacGowan)
5. Burning Times – 5:54 (Charlie Murphy)
6. Smoke & Strong Whiskey – 5:22 (Christy Moore, Tony Boylan, Wally Page)
7. Whacker Humphries – 3:31 (Christy Moore)
8. Blackjack Country Chains – 3:49 (R. Lane)
9. Green Island – 5:27 (Ewan McColl)
10. Encore – 3:43 (Christy Moore)

## Musicisti
"Welcome to the Cabaret"
- Christy Moore - voce, chitarra, bodhrán
- Jimmy Faulkner - chitarra elettrica
- Carol Nelson - tastiere
- Roger Askew - organo hammond
- Carl Geraty - sassofono
- Steve McDonagh - corno
- Eoghan O'Neill - basso

"Fairytale of New York"
- Christy Moore - voce, chitarra, bodhràn
- Declan Sinnott - chitarra elettrica
- Pat Crowley - accordion
- Roger Askew - organo hammond
- Eoghan O'Neill - basso
- Noel Bridgeman - batteria

"Scapegoats"
- Christy Moore - voce, chitarra
- Declan Sinnott - chitarra elettrica
- Eoghan O'Neill - basso, chitarra acustica
- Noel Bridgeman - batteria

"Aisling"
- Christy Moore - voce, chitarra, bodhràn
- Declan Sinnott - chitarra acustica, chitarra elettrica
- Sharon Shannon - accordion
- Eoghan O'Neill - basso
- Noel Bridgeman - batteria, percussioni

"Burning Times"
- Christy Moore - voce, armonie vocali, bodhràn
- Declan Sinnott - chitarra elettrica, chitarra acustica
- Evert Abbing - pianoforte, chitarra acustica
- Roger Askew - organo hammond
- Eoghan O'Neill - basso
- Noel Bridgeman - percussioni

"Smoke & Strong Whiskey"
- Christy Moore - voce, chitarra, bodhràn
- Declan Sinnott - chitarra acustica, chitarra elettrica
- Avert Abbing - pianoforte, tastiere
- Roger Askew - organo hammond
- Keith Donald - sassofono
- Eoghan O'Neill - basso, chitarra acustica, accompagnamento vocale, coro
- Noel Bridgeman - batteria, percussioni, accompagnamento vocale, coro

"Whacker Humphries"
- Christy Moore - voce, chitarra, bodhràn
- Declan Sinnott - chitarra elettrica
- Eamonn Cambell - chitarra acustica
- Roger Askew - organo hammond
- Eoghan O'Neill - basso
- Noel Bridgeman - batteria

"Blackjack Country Chains"
- Christy Moore - voce, chitarra
- Donal Lunny - bodhràn, tastiere, chitarra acustica
- Declan Sinnott - chitarra slide
- Roger Askew - organo hammond
- Noel Bridgeman - percussioni

"Green Island"
- Christy Moore - voce, accompagnamento vocale, armonie vocali, bodhràn
- Davy Spillane - flauto

"Encore"
- Christy Moore - voce, chitarra
- Declan Sinnott - chitarra acustica, chitarra elettrica
- Eamonn Cambell - chitarra acustica, banjo
- Keith Donald - sassofono
- Pat Crowley - accordion
- Eoghan O'Neill - basso, chitarra acustica, accompagnamento vocale, coro
- Noel Bridgeman - batteria, percussioni, accompagnamento vocale, coro
- Mattie Fox - accompagnamento vocale, coro